# Häbbersträsket (Älvsby socken, Norrbotten)
Häbbersträsket är en sjö i Älvsbyns kommun i Norrbotten och ingår i Piteälvens huvudavrinningsområde. Sjön är 3,4 meter djup, har en yta på 0,542 kvadratkilometer och är belägen 104,8 meter över havet.

## Delavrinningsområde
Häbbersträsket ingår i det delavrinningsområde (729942-172149) som SMHI kallar för Mynnar i Muskusbäcken. Medelhöjden är 108 meter över havet och ytan är 2,53 kvadratkilometer. Det finns inga avrinningsområden uppströms utan avrinningsområdet är högsta punkten. Vattendraget som avvattnar avrinningsområdet har biflödesordning 4, vilket innebär att vattnet flödar genom totalt 4 vattendrag innan det når havet efter 90 kilometer. Avrinningsområdet består mestadels av skog (56 procent) och sankmarker (10 procent). Avrinningsområdet har 0,54 kvadratkilometer vattenytor vilket ger det en sjöprocent på 21,2 procent.